# Bilona
Bilona es una variedad cultivar de ciruelo (Prunus salicina), de las denominadas ciruelas japonesas (aunque las ciruelas japonesas en realidad tienen sus ancestros originarios de China, fueron llevadas a los EE. UU., ejemplares de varietales desarrollados en Japón, en el siglo XIX). Una variedad que crio y desarrolló a inicios del siglo XX en Texas, aún no introducida en los circuitos comerciales. Se cree que es una plántula de la variedad  'Chabot' que había desarrollado con anterioridad Luther Burbank, probablemente obtenida por el cruce con el polen de alguna variedad nativa. 'Bilona' tiene fruto de medio a grande, de forma cordiforme, con piel en tonos claros y oscuros de rojo, tienen una pulpa de color amarillo dorado infusionado de rojo bajo la piel y bandas aleatorias en la pulpa, muy jugosa, de textura gruesa y fibrosa, tierna, algo fundente cuando está completamente madura, y sabor dulce, aunque algo ácida en el centro, vivaz. Tolera las zonas de rusticidad según el departamento USDA, de nivel 5 a 9.

## Historia
'Bilona' variedad de ciruela, de las denominadas "ciruelas japonesas" de la progenie de Prunus salicina, que fueron desarrolladas y cultivadas por primera vez en los Estados Unidos procedentes de varietales desarrollados en Japón como base de las variedades desarrolladas en Santa Rosa (California), en el jardín particular del famoso horticultor Luther Burbank a finales del siglo XIX. Burbank realizaba investigaciones en su jardín personal y era considerado un artista del fitomejoramiento, que intentaba muchos cruces diferentes mientras registraba poca información sobre cada experimento.
Las ciruelas 'Bilona' se desarrollaron a inicios del siglo  XX con H. A. Biles, de Roanoke, y F. T. Ramsey, de Austin en Texas, aún no introducida en los circuitos comerciales. Se cree que es una plántula de la variedad 'Chabot' que había desarrollado con anterioridad Luther Burbank, probablemente obtenida por el cruce con el polen de alguna variedad nativa en Texas.

## Características
'Bilona' hace un árbol que se parece a la variedad 'Chabot', siendo árbol vigoroso, erguido o algo vasiforme, de copa abierta, resistente, productivo, susceptible a ataques de hongos perforadores; hojas plegadas hacia arriba, obovadas u oblanceoladas, parecidas a un melocotón. Floración intermedia y larga; flores que aparecen con las hojas, blancas; llevado en racimos en espuelas laterales en pares o en tríos, que tiene un tiempo de floración que comienza a partir del 21 de abril con el 10% de floración, para el 28 de abril tiene una floración completa (80%), y para el 10 de mayo tiene un 90% de caída de pétalos.
'Bilona' tiene una talla de fruto de medio a grande, de forma cordiforme, mitades ligeramente desiguales, ápice  puntiagudo, cavidad profunda, ensanchada, con anillos concéntricos rojizos, sutura distinta; epidermis tiene una piel de grosor medio, tierna, amarga, que se separa fácilmente, de color en tonos claros y oscuros de rojo y se colorea mucho antes de madurar y con una espesa pero delicada pruina, puntos numerosos, pequeños, rojizos o amarillos, conspicuos a menos que estén oscurecidos por la pruina, agrupados alrededor del ápice; pedúnculo grueso, de longitud mediano, adherido a la fruta;pulpa de color amarillo dorado infusionado de rojo bajo la piel y bandas aleatorias en la pulpa, muy jugosa, de textura gruesa y fibrosa, tierna, algo fundente cuando está completamente madura, y sabor dulce, aunque algo ácida en el centro, vivaz, se dice que su calidad es muy buena, con sabor característico de las ciruelas denominadas japonesas.
Hueso semi libre, pequeño, ligeramente aplanado, puntiagudo, casi liso, zona pistilar apuntada, asimétrico.
Su tiempo de recogida de cosecha madura poco antes que Burbank a finales de julio. Las ciruelas 'Bilona' son blandas cuando están maduras y pueden magullarse fácilmente.

## Usos
Las ciruelas 'Bilona' son buenas en fresco para comer directamente del árbol, también muy buenas en postres de cocina como tartas, pasteles, y mermeladas.

## Cultivo
Publicitado por varios viveros, pero según los informes recibidos, es dudoso que alguna vez se cultive comercialmente.